# Gran Chaco
Gran Chaco (quechua: chaku – "jagtmarkene"), er et tyndt befolket, varmt lavlandsområde i Río de la Plata-bassinet, delt mellem Bolivia, Paraguay, Argentina og en mindre del i Brasilien kaldet Mato Grosso.

## Geografi
Gran Chaco dækker et område på ca. 647.000 kvadratkilometer (en anelse mindre end Frankrig) og er beliggende vest for floden Paraguay og øst for Andesbjergene i Paraguay, Bolivia og Argentina. Området ligger mellem 17° og 33° syd og 65° og 60° vest. Selve udstrækningen af området er dog ikke veldefineret. I Alto Chaco ("høje Chaco") mod vest er området meget tørt og sparsomt bevokset, men i øst i Bajo Chaco ("lave Chaco") er klimaet fugtigt og området indeholder store kratjungler med quebrachotræer og enge med rigt insektliv. Landskabet er for det meste flat, med en svag hælning på 0,04° mod øst.
Området er næsten kun beboet i den østlige del. Området udnyttes til skovdrift og til produktion af garvesyre, der udvindes fra quebrachotrærne. Palo santo-tømmer fra det centrale Chaco er kilden til guaiacolie, som er et duftstof, der anvendes i sæber. Paraguay dyrker også mateplanter i de lavtliggende dele af Gran Chaco.

## Historie
Gran Chaco har været et omstridt område siden 1810. Da de sydamerikanske stater opnåede selvstændighed efter opløsningen af det spanske koloniimperium kom store dele af det øde og næsten ubeboede område til at tilhøre Bolivia. Grænserne var dog uklare for det øde og uvejsomme område, der ikke påkaldte sig nævneværdig interesse. Efter Bolivias nederlag i 1884 til Chile, hvor landet mistede sin kystlinje som følge af Stillehavskrigen ekspanderede Bolivia i den sydlige del af området for at sikre sig adgang til Atlanterhavet gennem Río Paraguay. Den bolivianske ekspansion fandt sted uden at dette medførte væsentlige protester fra Paraguay.
I begyndelsen af 1930 opstod forventninger om, at området i Chaco Boreal indeholdt olie. Forventningerne om oliefund medførte, at området påkaldte sig interesse fra Bolivia (støttet af Royal Dutch Shell) og Paraguay (støttet af Standard Oil). Konflikten førte til udbrud af Chacokrigen (1932–1935) mellem Bolivia og Paraguay om retten til området. Efter en blodig krig i det ugæstfri område blev Paraguay tildelt tre fjerdedele af Chaco Boreal, og Bolivia fik en adgangsvej til Rio Paraguay med havnemuligheder. Det blev aldrig gjort større oliefund i området.
Mennonitter fra Canada bosatte sig i det paraguyanske Chaco i 1920'erne, og flere kom fra Sovjetunionen i 1930'erne og efter anden verdenskrig. Mennonitterne dannede nogle af de største befolkningscentre i Gran Chaco.
I området lever endvidere flere forskellige oprindelige folk, herunder guaraní, chiquitano, guaycuru og ayoreo.

## Flora og fauna
Området er et af de varmeste på kontinentet, hvilket præger områdets plante og dyreliv. Økosystemene i Gran Chaco er unikke, og var indtil nylig kun udforsket i begrænset omfang. Økosystemerne er i dag truet af kvægdrift, skovrydninger og miljøbelastende agerbrug.
Chaco-navlesvinet, som blev opdaget i slutningen af 1970'erne, er et stort pattedyr, der lever i Gran Chaco. Området er også habitat for bæltedyr, hvoraf mindst otte arter lever i området.
I september 1995 blev nationalparken Kaa-Iya oprettet i det bolivianske Chaco.

## Eksterne links
- Wikimedia Commons har flere filer relateret til Gran Chaco
- The National Museum of Natural Historys beskrivelse af Gran Chaco Arkiveret 10. oktober 2004 hos  Wayback Machine
- Chaco ecoregion (WWF)
- Humid Chaco ecoregion (WWF)
- Food and Agriculture Oranization of the United Nations' description of the Gran Chaco Arkiveret 27. marts 2006 hos  Wayback Machine – focuserer hovedsagelig på jordbrug.

19°09′44″S 61°28′13″V / 19.1622°S 61.4702°V